# René Kalmer

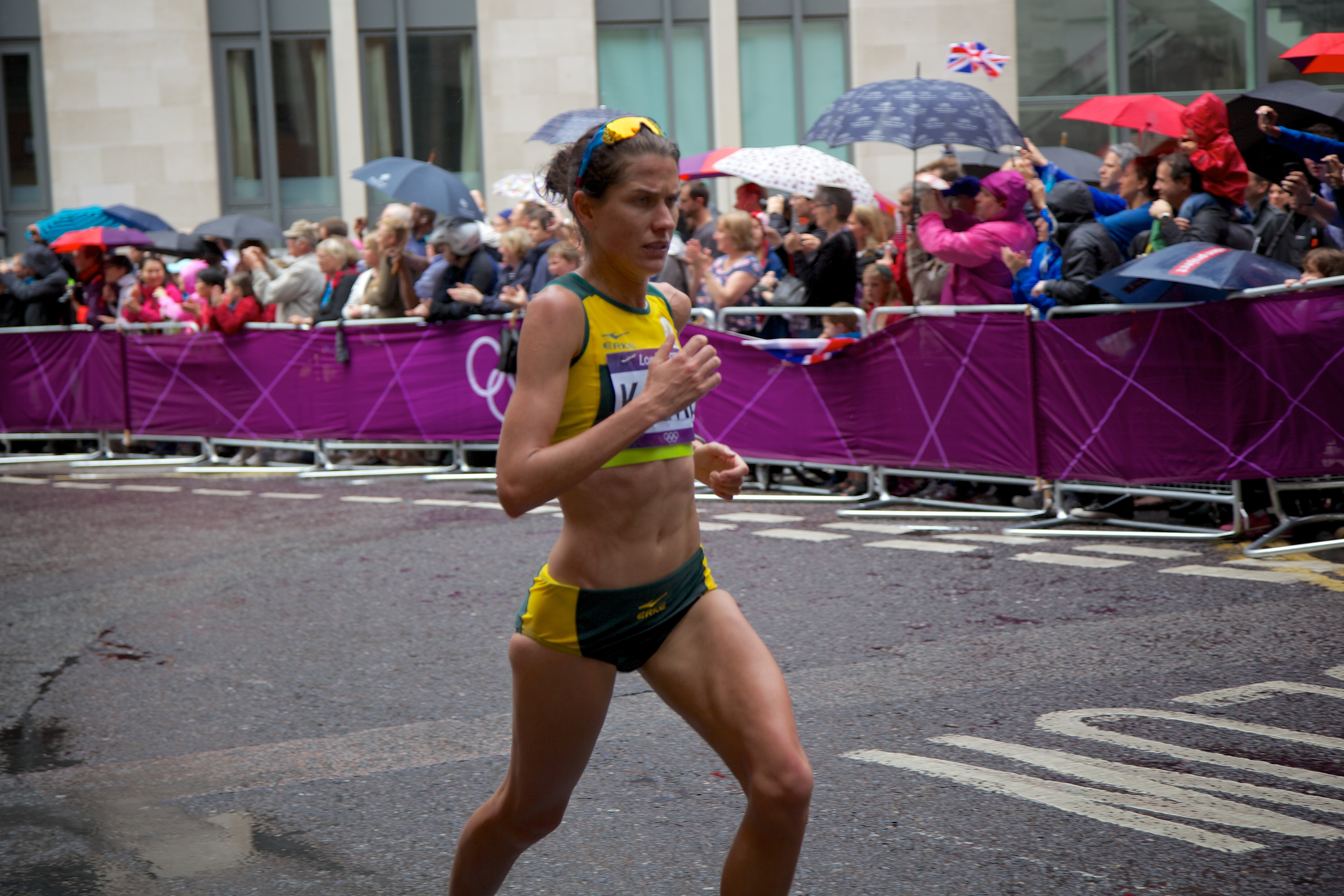
René Kalmer beim olympischen Marathon 2012 in London

René Kalmer (* 3. November 1980) ist eine südafrikanische Mittel- und Langstreckenläuferin.

## Leben
Schon 1997 errang sie ihre ersten nationalen Meistertitel über 1500 m, im Crosslauf und im 10-km-Straßenlauf. Weitere folgten über 800 m 2003, über 1500 m von 2001 bis 2004, 2007 und 2010, über 5000 m 2000, 2001, 2004, 2007, 2008 und 2010, im Crosslauf auf der Kurzstrecke 2002 und 2004 und im 10-km-Straßenlauf 2007 und 2009.
Auf internationaler Ebene startete sie bei den Leichtathletik-Weltmeisterschaften 2001 in Edmonton und den Olympischen Spielen 2008 in Peking über 1500 m, schied aber jeweils im Vorlauf aus. 
2009 kam sie bei den Halbmarathon-Weltmeisterschaften in Birmingham auf den 15. Platz und gewann bei ihrem Debüt auf der 42,195-km-Strecke den Soweto-Marathon.
2010 stellte sie beim Halbmarathon-Bewerb des Two Oceans Marathons mit 1:12:39 h einen Streckenrekord auf.
René Kalmer ist unverheiratet, lebt in Roodepoort und startet für den Nedbank Running Club.

## Persönliche Bestleistungen
- 800 m: 2:03,51 min, 23. Mai 2000, Nijmegen
- 1500 m: 4:06,71 min, 5. Juli 2008, Madrid
  - Halle: 4:16,96 min, 14. Februar 2010, Gent (südafrikanischer Rekord)
- 3000 m: 8:51,61 min, 1. Juli 2003, Lausanne
  - Halle: 9:01,41 min, 12. März 2010, Doha (südafrikanischer Rekord)
- 5000 m: 15:35,0 min, 17. März 2007, Durban
  - Halle: 15:45,40 min, 10. Februar 2010, Stockholm (südafrikanischer Rekord)
- 10-km-Straßenlauf: 32:28 min,	11. August 2007, Stellenbosch
- Halbmarathon: 1:10:37 h, 11. Oktober 2009, Birmingham
- Marathon: 2:44:06 h, 1. November 2009, Soweto